# Anne de Brandebourg (1507-1567)
Ne doit pas être confondu avec Anne de Brandebourg (1487-1514).
Anne de Brandebourg, née le 1er janvier 1507 à Berlin et morte le 19 juin 1567 à Lübz est une duchesse consort de Mecklembourg-Schwerin.

## Biographie
Anne est la fille aînée de l'électeur Joachim Ier de Brandebourg (1484-1535) et de Élisabeth de Danemark (1485-1555), fille du roi Jean de Danemark.
Elle se marie le 17 janvier 1524, à Berlin, avec le duc Albert VII de Mecklembourg. Sa dot est de 20 000 florins et elle reçoit en retour la ville et le district de Lübz et le district de Crivitz lorsque son mari sera décédé.
Après la mort de son mari en 1547, elle s'installe à Eldenbourg dans le district de Lübz.
Anne meurt en 1567. Dans son testament, daté du 25 mars 1557, son fils Jean-Albert Ier la fait enterrer dans la cathédrale de Schwerin.

## Descendance
De son mariage, Anne a les enfants suivants :
- Magnus (1524-1524)
- Jean-Albert Ier (1525–1576), duc de Mecklembourg
- Ulrich III (1527–1603), duc de Mecklembourg
- Georges (1528–1552)
- Anne (1533–1602)
- Louis (1535-1535)
- Jean (1536-1536)
- Christophe (1537–1592), administrateur de Ratzeburg
- Sophie (1538-1538)
- Charles Ier (1540–1610), duc de Mecklembourg